# Stamhuset Rosenkrantz
Stamhuset Rosenkrantz var et stamhus oprettet af den senere gehejmestatsminister Niels Rosenkrantz. Erektionspatentet er dateret 18. marts 1804. Oprettelsen skete i henhold til bestemmelserne i Frederik Christian Rosenkrantz' testamente. Stamhuset omfattede herregårdene Ryegaard, Trudsholm og Barritskov, samt kirkerne i Rye, Hyllinge, Sonnerup, Barrit, Vrigsted og Klakring. 
Stamhuset blev nedlagt efter lensafløsningen i 1919.